# Новые Поляны (Псковская область)
Новые Поляны, ранее известна как Новая Поляна — обезлюдевшая деревня в Струго-Красненском районе Псковской области России. Входит в состав сельского поселения «Новосельская волость».

## География
Находится на северо-востоке региона, в юго-западной части района, в лесной местности.
Уличная сеть не развита.

## История
Во время Великой Отечественной войны деревня была оккупирована, молодёжь была угнана в фашистскую Германию, местные жители работали на станции Новоселье.
До марта 2005 года деревня Новые Поляны входила в Молодейскую волость.
В соответствии с Законом Псковской области от 28 февраля 2005 года № 420-ОЗ деревня Новые Поляны, вместе с другими селениями упраздненной Молодейской волости, вошла в состав образованного муниципального образования Новосельская волость.

## Население
| 2001 | 2002 | 2010 | 2011 |
| ---- | ---- | ---- | ---- |
| 0    | ↗1   | →1   | ↘0   |

## Инфраструктура
Был развит вывоз леса и деревообработка.
Почтовое отделение, обслуживающее д. Новые Поляны — 181160; расположено в д. Молоди.

## Транспорт
Просёлочные дороги.
Ближайшая железнодорожная станция Новоселье — на линии Санкт-Петербург — Псков Октябрьской железной дороги. 